# Felgueiras (Resende)
Felgueiras è una ex freguesia (frazione) situata nel comune di Resende, nel distretto di Viseu, in Portogallo. Ha una popolazione di 315 abitanti e un'area totale di 8,27 km². Il suo codice postale è 4660-080.
Felgueiras dista 8 chilometri a sud-est di Resende e si trova sulle pendici del Montemuro, dove scorre il fiume Duero. All'interno del paese vi sono un monte ed una cappella, entrambe intitolate a São Cristóvão.
Il presidente di Felgueiras è Marcos Jacinto Almeida Matos (Partido Socialista).

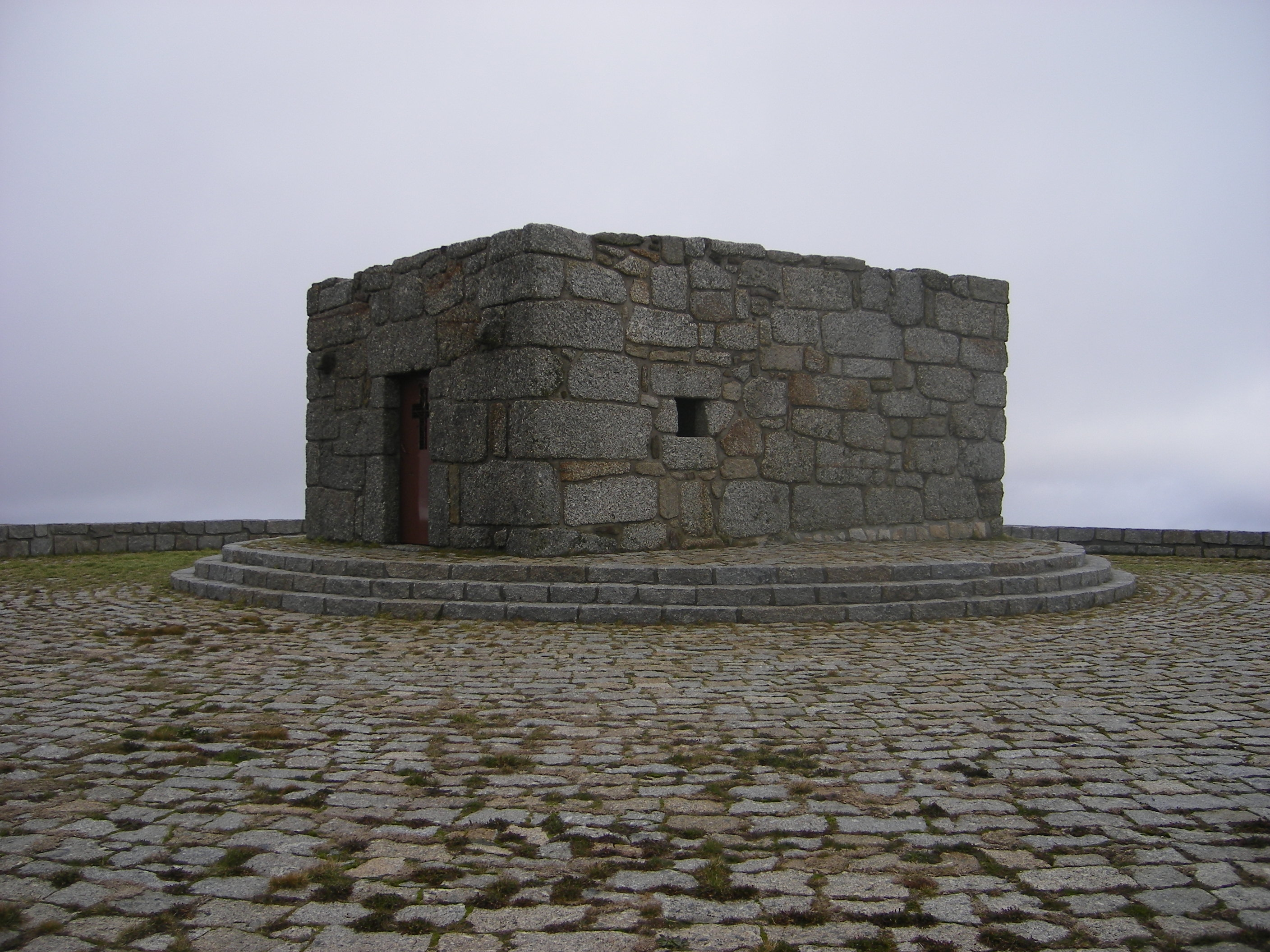
Felgueiras - Capela de São Cristóvão
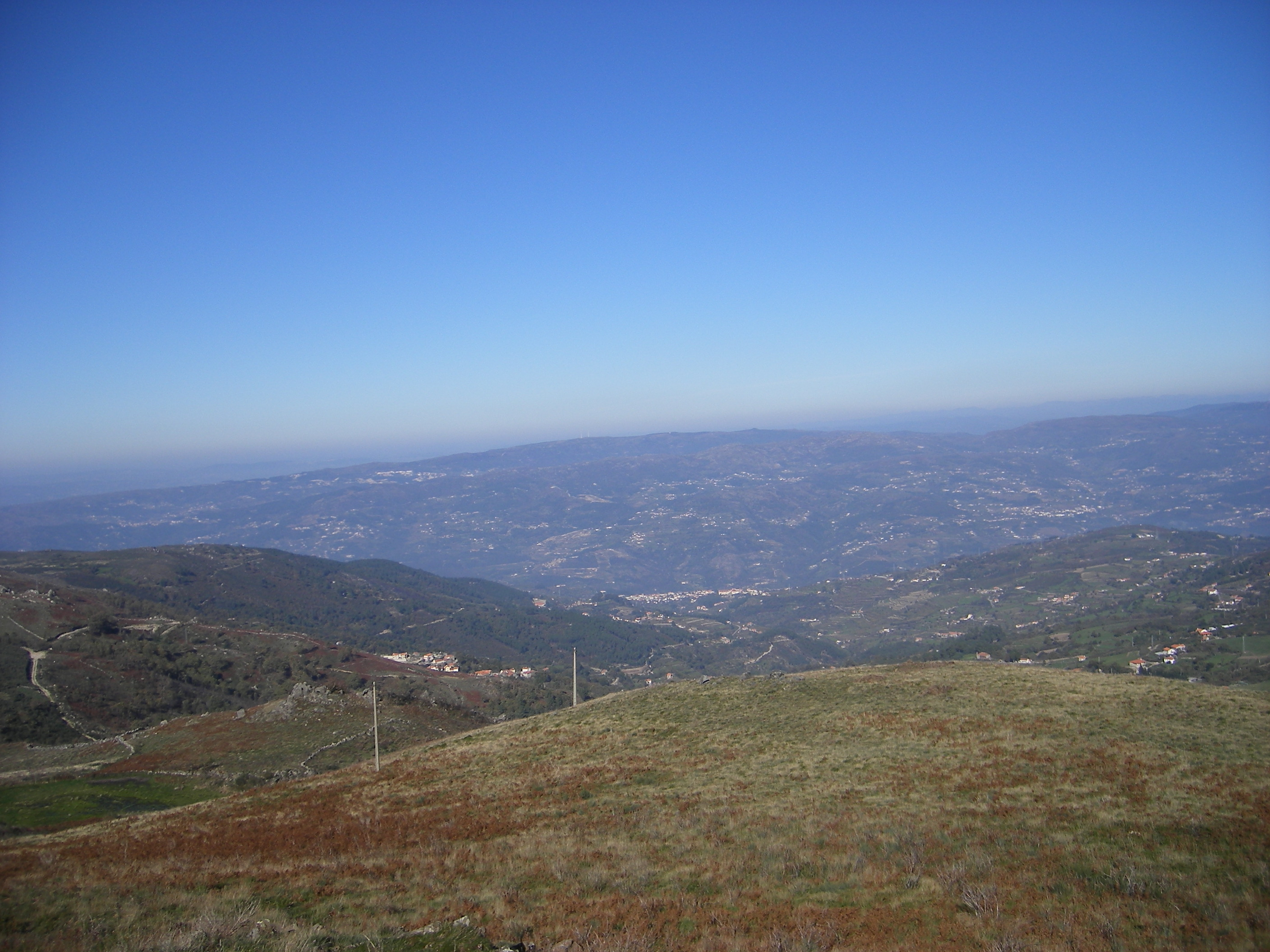
Felgueiras - Monte de São Cristóvão
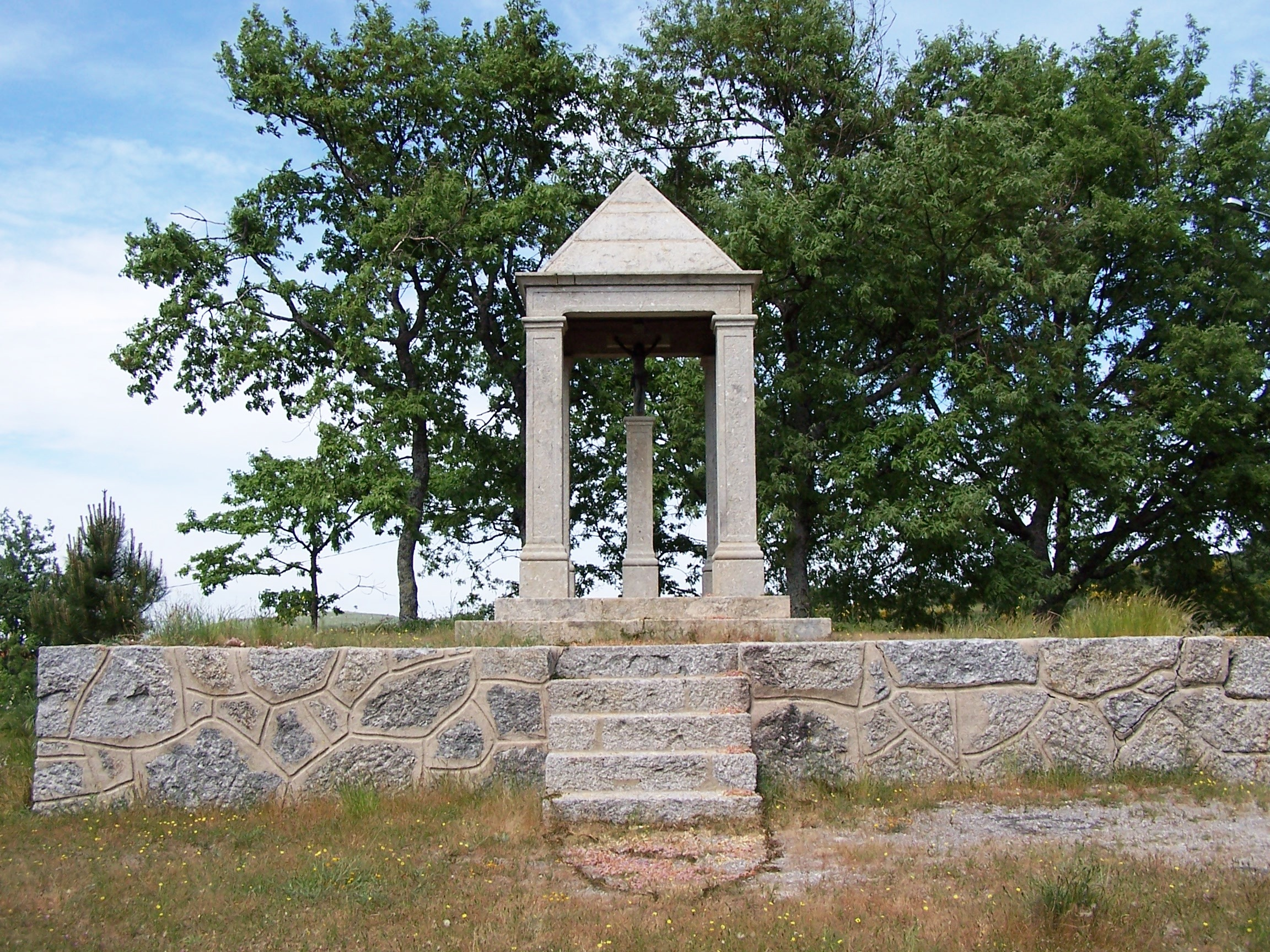
Felgueiras - Senhor dos Aflitos
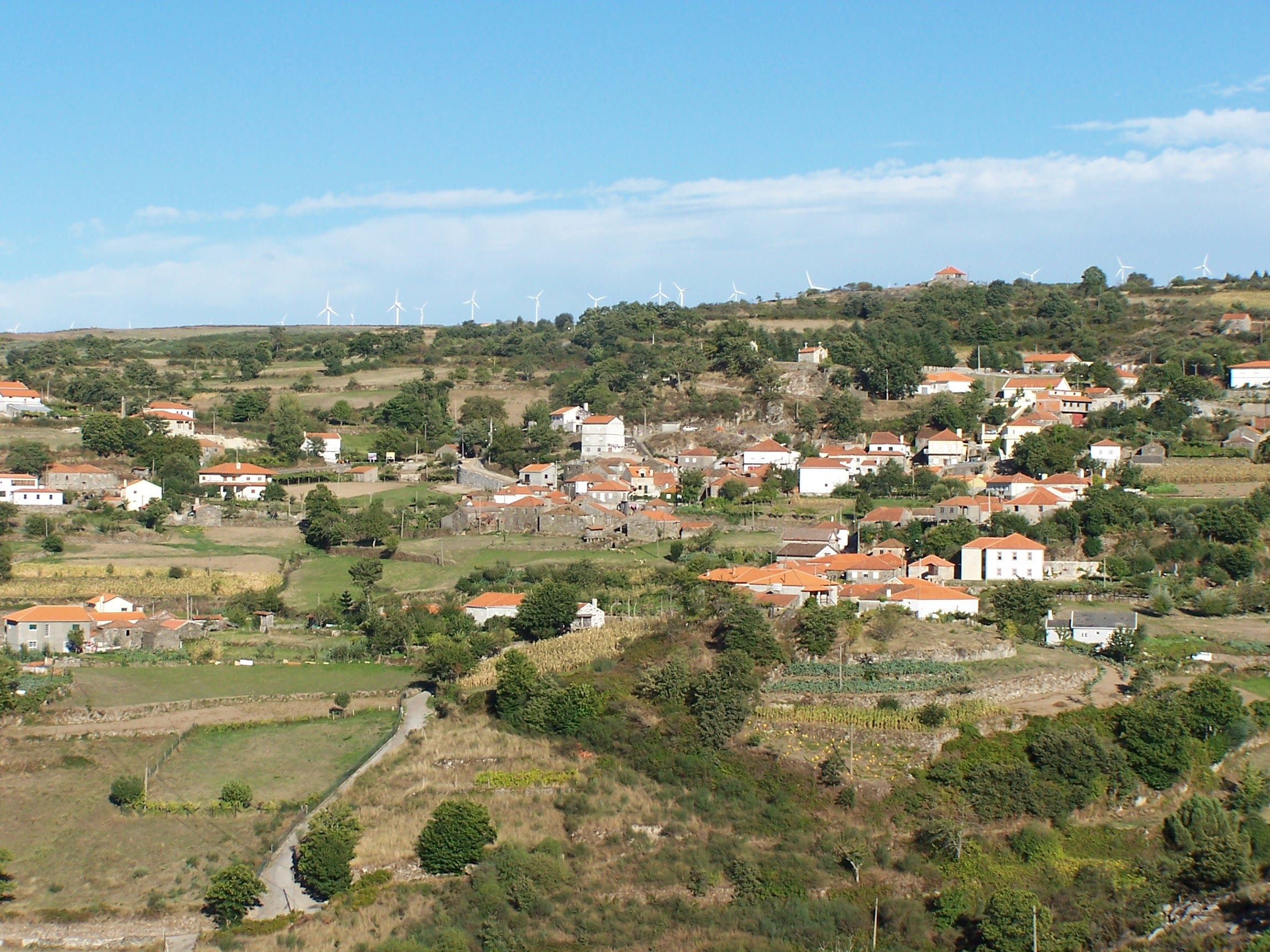
Aldeia de Felgueiras